# Requisizione
La requisizione è l'atto giuridico con cui si priva un soggetto dei suoi diritti di possesso (e talvolta la proprietà) di un bene. È cioè un provvedimento con il quale la pubblica amministrazione, nell'esercizio di un potere ablatorio, sottrae al privato, in via temporanea o definitiva, il godimento di un bene, mobile o immobile, a motivo del superiore interesse pubblico, contro un indennizzo.

## Definizione
Si distingue tra "requisizione in proprietà" e "requisizione in uso"; la prima riguarda solo i beni mobili ed ha effetti definitivi, la seconda può interessare anche i beni immobili ed ha effetti limitati al tempo necessario per l'utilizzo del bene. La requisizione in uso interessa l'usufrutto dell'immobile, mentre lascia intatta la nuda proprietà.
Per l'ordinamento italiano, è consentita solo “quando ricorrano gravi e urgenti necessità pubbliche, militari o civili”, contro una “giusta indennità” e sulla base di norme determinate da leggi speciali (articolo 835 del codice civile).
Nell'ordinamento francese è consentita la requisizione di beni mobili strumentali ad uso sanitario e terapeutico per garantire l'effettività del diritto alla salute e parità di trattamento a tutti cittadini.
Gli immobili vengono requisiti generalmente in occasione di guerre o di occupazioni militari, per consentire l'insediamento degli uffici e delle strutture di occupazione o l'alloggio dei soldati; talvolta vi si ricorre a seguito di disastri e calamità naturali, per il ricovero degli sfollati.
Si differenzia dalla espropriazione per pubblica utilità per il carattere di urgenza del provvedimento, che attiene soprattutto alla privazione immediata del possesso (ciò che è concretamente necessario nell'impellenza), mentre l'esproprio sottrae al cittadino la proprietà del bene in quanto l'interesse della collettività è quello di poter disporre del bene, ed ha quindi un carattere temporalmente meno pressante, oltre a seguire una specifica procedura.
Al provvedimento si affianca spesso (senza esserne però necessariamente collegata) l'apposizione di vincoli ed obblighi temporanei per le aziende commerciali ed agricole.
Come esempio si pensi alla requisizione in uso di un bene immobile, per esempio un capannone industriale, in assenza del proprietario, per far fronte all'esigenza di dare alloggio temporaneo alle vittime di una calamità naturale.

## Requisizione di immobili a uso abitativo
La requisizione di immobili a uso abitativo è un potere che la legge italiana conferisce esclusivamente a sindaci e prefetti, non potendo questi delegare altri amministratori locali, e può riguardare immobili sfitti o abbandonati da alcuni anni.
Con la requisizione, l'autorità pubblica si impegna a restituire dopo un certo periodo di tempo l'immobile nello stato iniziale, in cui si presentava al momento della requisizione, e a corrispondere un affitto al proprietario per il periodo della requisizione, salvo che la casa sia abusiva o oggetto di requisizione per provenienza mafiosa. Negli ultimi due casi, gli amministratori locali possono anche espropriare l'immobile.
Numerose sono le fonti richiamate in diverse ordinanze: tra l'art. 7 della legge 20 marzo 1865, n. 2248;  l'art. 36 del R.D. 17 agosto 1907, n. 542; l'art. 153 del TU 4 febbraio 1915; gli art. 19 e 21 L. 6 dicembre 1971 n. 1034;  e per il richiamo all'obbligo di soccorso commesso alle funzioni di Ufficiale Sanitario attribuite al sindaco la Legge Sanitaria n. 833 del 1978.
La requisizione di case può avvenire per far fronte a un'emergenza dovuta a un terremoto o a una calamità naturale, come prevede espressamente l'art. 835 del codice civile. A seguito della pandemia di COVID-19, il Decreto Cura-Italia ha introdotto per la prima volta nell'ordinamento italiano la possibilità di una «requisizione in uso di strutture alberghiere, ovvero di altri immobili aventi analoghe caratteristiche di idoneità, per ospitarvi le persone in sorveglianza sanitaria e isolamento fiduciario o in permanenza domiciliare, laddove tali misure non possano essere attuate presso il domicilio della persona interessata», in cambio di un'indennità risarcitoria non determinata a livello nazionale.
Non mancano esempi di requisizioni avvenute per far fronte a situazioni di emergenza abitativa, quando l'edilizia popolare non ha abbastanza risorse e alloggi disponibili per soddisfare la domanda di abitazioni dei ceti meno abbienti.
Secondo un orientamento giurisprudenziale, la requisizioni di immobili è legittima solamente nei casi di calamità naturale, mentre l'emergenza abitativa non è una situazione che presenta i caratteri di temporalità ed eccezionalità previsti dalla legge. Una requisizione senza un termine prefissato equivale de facto a un esproprio dell'immobile, che priva il proprietario dell'indennizzo economico cui ha diritto.
Secondo un altro orientamento, il provvedimento è legittimo in caso di carenza abitativa, in base all'art. 3 della Costituzione, al diritto alla casa da questa enunciato, all'obbligo dei sindaci di intervenire nelle situazioni di emergenza. La presenza di alloggi sfitti può derivare da speculazione edilizia, da un cartello fra proprietari che introduce una distorsione del mercato immobiliare. Le case vengono tenute sfitte per non aumentare l'offerta abitativa e indurre un aumento dei prezzi.
Secondo il codice civile, la requisizione in uso o in proprietà può avere come oggetto anche i beni immobili.  Un esempio di requisizione in proprietà di beni mobili fu il prelievo forzoso dai conti correnti attuato dal Governo Amato I senza preavviso, restituzione della somme o parziale indennità risarcitoria a favore dei contribuenti.